# Sylvia Edlund
Sylvia Anita Edlund (15 août 1945 - 15 novembre 2014) est une botaniste canadienne.

## Biographie
Elle nait à Pittsburgh, dans une famille d'origine suédoise, et grandi là-bas et en Ontario. Edlund obtient un BSc à l'université Case Western Reserve et un doctorat en botanique à l'Université de Chicago. Avant d'entreprendre le travail de terrain, Edlund est souvent malade et reste souvent confinée au lit. Elle dit qu'elle a choisi la botanique, car elle pensait qu'elle « [n'aurait] pas à étudier tout ce que j'aurais à chasser ». 
Elle commence à travailler avec une équipe des Nations Unies chargée de la réalisation d'un inventaire des plantes et des animaux dans le grand nord. De 1974 à 1994, elle travaille dans l'Arctique Canadien pour la Commission géologique du Canada (CGC). Elle est forcée de prendre sa retraite en raison d'une inflammation de l'appendice, qui n'a pas été diagnostiquée à temps et qui a fini par avoir un effet sur sa mémoire à court terme.
Edlund est une experte en ce qui concerne les modèles de répartitions des plantes dans l'Arctique. Elle a également publié un livre, Common arctic wildflowers of the Northwest Territories (Plantes sauvages communes des territoires du Nord-Ouest de l'Arctique) qu'elle a illustré de ses propres aquarelles. À la fin de sa carrière professionnelle, elle dirige l'Observatoire mondial de l'Arctique pour la CGC. Après sa retraite, elle devient bénévole et travaille avec des personnes handicapées à Ottawa et sur Île Gabriola en Colombie-Britannique. En 2003, elle obtient une Maîtrise en assistance thérapeutique à l'Université Internationale des Médecines Complémentaires.
Elle meurt à Nanaimo d'une septicémie et d'une insuffisance rénale à l'âge de 69 ans.

## Éponymie
Une haute herbe arctique, la Festuca edlundiae, porte ce nom en son honneur.